# Pianoconcert nr. 2 (Egge)
Klaus Egge voltooide zijn Pianoconcert nr. 2 in 1944; hij schreef in toteel drie stukken binnen het genre. Het werk kreeg als ondertitel mee "(Symfonische) Variaties en fuga op basis van een Noorse volksmelodie" (Symfoniske Variasjoner og fuge over en norske folketone). De betreffende melodie is van Solfager og Ormekongen. Het pianoconcert is op het oog niet gecomponeerd in de klassieke driedelige opzet (langzaam-snel-langzaam) maar in de structuur variaties en fuga verdeeld over zeven secties; het concert wordt achterelkaar doorgespeeld zonder pauzes (doorgecomponeerd). De Noorse muziekanalyticus Hampus Huildt-Nystrøm, die een liefhebber was van Egges muziek, vond in de zeven delen een vierdeling terug. De eerste drie variaties konden gezien worden als de sonate, sectie 4 de ontwikkeling, sectie 5 en 6 de uitdieping en sectie 7 met cadens de finale. Binnen het werk heeft deze zevende sectie een aparte naam: Concertante contra fuga. Het werk klinkt voor een pianoconcert uit 1944 behoudend; het maakt deel uit van de eerste stijlperiode van de componist, waarin hij nog veelvuldig teruggreep op de oude stijlen. Het werk kan daarom ingedeeld worden onder de noemer Neoclassicistisch. Het is geschreven in een vrije tonaliteit.
Edvard Grieg bewerkte Solfager og Ormekonen ook, maar dan voor piano solo in zijn opus 17 "Noorse volksliedjes en dansen".

## Orkestratie
- solopiano
- violen, altviolen, celli, contrabassen

## Discografie
- Uitgave Aurora: Eva Knardahl (piano) met het Trondheim Symfonie Orkest o.l.v. Jiri Starek; uitgave 1988
- Uitgave Mercury Records: Robert Riefling (piano) met het Oslo Filharmoniske Orkester o.l.v. Øivin Fjeldstad; een opname uit 1955